# SO-01M
Xperia 5 SO-01M（エクスペリア ファイブ エスオーゼロイチエム）は、ソニーモバイルコミュニケーションズによって開発された、NTTドコモの第4世代移動通信システム（PREMIUM 4G）・第3.9世代移動通信システム（Xi）・第3世代移動通信システム（FOMA）対応端末である。ドコモ スマートフォン（第2期）のひとつ。

## 概要
SO-05Kの後継機種で、Xperia 5の日本国内ローカライズモデルであり、Xperiaシリーズのフラッグシップモデルとなる。2019年秋冬の新商品の1つとして発売された。キャッチコピーは「ハンドフィットサイズの新Xperiaで、21:9シネマワイドの感動体験を。」、「"感動"と"興奮"を、ハンドフィットサイズのXperiaで。」。本機はSO-03Lを小型化し、6型で21:9比率のディスプレイを採用しながらもサイズの幅を68㎜に抑えたことで持ちやすくなっていると謳っておりつつ「XZ Compact」シリーズの特長であるコンパクトなハイエンドという流れを受け継いだモデルである。
ディスプレイは21:9比率のフルHD+で、HDRに対応した有機ELディスプレイを搭載している。また映像処理エンジン「X1 for mobile」で鮮明な画質を再現できる。
カメラではトリプルレンズカメラで標準、望遠、超広角に切り替えることができ、Xperia 1とほぼ同等の性能を持っている。ただし標準カメラのセンサーはメモリ内蔵型ではないため、スーパースローモーション動画撮影機能の利用ができない。
筐体はフレームにアルミニウムを使用し、画面と背面パネルにはGorilla Glass 6を使用している。
またSO-05Kには搭載してなかったフルセグ受信にも対応し、ゲームアプリを快適に動作できるゲームエンハンサーの機能もXperia 1から強化している。
なおROM容量に関しては日本国内版のため、64GBモデルのみの展開となっている。
ボディカラーにはグローバルモデル同様ブラック、レッド、グレー、ブルーの4色展開をする。
これまで日本国内向けのXperiaに搭載していた日本語入力システム「POBox Plus」を採用していたが本機では非対応となっているためキーボードはGoogle製のGboardを利用することとなる。

## 主な機能
| 主な対応サービス                                                             | 主な対応サービス                                      | 主な対応サービス                     | 主な対応サービス                                                  |
| ---------------------------------------------------------------------------- | ----------------------------------------------------- | ------------------------------------ | ----------------------------------------------------------------- |
| タッチパネル/加速度センサー                                                  | PREMIUM 4G/Xi/FOMAハイスピード/VoLTE(HD+対応)         | Bluetooth                            | dカード/おサイフケータイ/NFC/かざしてリンク/トルカ/おくだけ充電   |
| ワンセグ/フルセグ                                                            | メロディコール                                        | テザリング                           | WiFi IEEE802.11a/b/g/n/ac                                         |
| GPS                                                                          | ドコモメール/電話帳バックアップ                       | デコメール/デコメ絵文字/デコメアニメ | iチャネル                                                         |
| エリアメール/ソフトウェアーアップデート自動更新/生体認証 (指紋／虹彩)/スグ電 | デジタルオーディオプレーヤー(WMA・MP3他)/ハイレゾ音源 | GSM/3Gローミング(WORLD WING)         | フルブラウザ/Flash Player                                         |
| Google Play/dメニュー/dマーケット                                            | Gmail/Google Drive/YouTube/Google Photos              | バーコードリーダ/名刺リーダ          | ドコモ地図ナビ/ドコモ ドライブネット/Google Maps/ストリートビュー |

## 歴史
- 2019年9月5日（現地時間） - ドイツ・ベルリンの携帯電話展示会「IFA 2019」にてソニーモバイルコミュニケーションズよりグローバルモデルが発表。この時点で日本国内での販売も予告されていた。
- 2019年10月11日 - NTTドコモ、およびソニーモバイルコミュニケーションズジャパンより公式発表ならびに事前予約受付開始。
- 2019年10月18日 - 発売前でありながらもAndroid OS 10のバージョンアップ予定機種に選定される。
- 2019年11月1日 - 発売開始。